# Léon Duguit
Léon Duguit, född 4 februari 1859, död 18 december 1928, var en fransk jurist.
Duguit blev från 1886 professor i Bordeaux, och förvärvade ett rykte som framstående kännare av fransk statsförfattningsrätt, han ställde sig avvisande till både individualism och läran om statens allenavälde. Duguits huvudarbeten är Des fonctions de l'état moderne (1894), Les constitutions et les principales lois politiques de la France depuis 1789 (3:e upplagan 1915), Traité de droit constitutionel (2:a upplagan, 1921).